# 가공의 영웅
《가공의 영웅》(영어: Imaginary Heroes)은 미국, 독일, 벨기에에서 제작된 댄 해리스 감독의 2004년 드라마 영화이다. 시고니 위버, 제프 대니얼스, 에밀 허시 등이 출연하였고, 일라나 디아만트 등이 제작에 참여하였다.
평단의 반응은 엇갈렸지만 시고니 위버의 연기는 좋은 평가를 받았다. 위버는 이 영화를 통해 2005년 제9회 새틀라이트상 여우 주연상 후보에 올랐다.

## 줄거리
모든 것을 다 가진 것만 같았던 대학교 운동 선수 장남이 갑자기 원인 모를 자살을 한 뒤 남겨진 가족들은 각자의 방식으로 비극을 극복해 나간다.

## 출연진
- 시고니 위버
- 제프 대니얼스
- 에밀 허시
- 미셸 윌리엄스
- 디어드러 오코널
- 애덤 러페브러
- 라이언 도너후
- 킵 파듀
- 제이 폴슨
- 리 윌코프
- 래리 페슨든
- 아리 그레이너

## 기타 제작진
- 협력 제작: 러네이 베슨, 토미 존슨
- 공동 제작: 데버라 리
- 배역: 제니퍼 유스턴, 엘런 루이스, 메건 래퍼티
- 미술: 릭 버틀러
- 의상: 마이클 윌킨슨